# Tajemství Ocelového města
Tajemství Ocelového města (en txec, El secret de la ciutat d'acer) és una pel·lícula d'aventures juvenils txecoslovaca del 1978 basada en el llibre de Jules Verne Les Cinq Cents Millions de la Bégum.

## Argument
Dos homes rics construeixen ciutats. El doctor Sarrasin (Martin Růžek) va construir la bonica ciutat de Fortuna, mentre que el professor Janus (Josef Vinklář) té la seva Ciutat d'Acer. Una ciutat vol viure en pau, l'altra ciutat fa una bomba enorme amb una substància misteriosa que no destrueix edificis, sinó que mata gent. El gendre de Sarrasin, l'enginyer Zodiak (Jaromír Hanzlík), és enviat a la Ciutat d'Acer disfressat per arribar al fons del misteri i ajudar a salvar la Fortuna de la destrucció. Janus va decidir destruir Fortuna amb un canó enorme, però una càrrega massa gran destruirà el canó i tant l'operador del canó com el professor Janus moriran.

## Repartiment
- Jaromír Hanzlík-Ing. Marcel Zodiak / Moltke
- Martin Růžek-dr. Sarrasin
- Josef Vinklář-prof. Janus
- Petr Kostka-Van Hulshov
- Jan Potměšil-Viktor
- Taťjána Medvecká-Alice
- Josef Somr-Vent
- Petr Čepek-Filbank